# Związek Południowej Afryki na Letnich Igrzyskach Olimpijskich 1952
Związek Południowej Afryki na Letnich Igrzyskach Olimpijskich 1952 reprezentowany był przez 64 zawodników (60 mężczyzn i 4 kobiety). Na igrzyskach tych, zawodnicy z ZPA zdobyli 10 medali – 2 złota, 4 srebra i 4 brązy.

## Medaliści

### Złota
- Esther Brand — Lekkoatletyka, skok wzwyż kobiet

- Joan Harrison — Pływanie, 100 m stylem grzbietowym kobiet

### Srebra
- Daphne Hasenjäger — Lekkoatletyka, 100 m kobiet

- Theunis van Schalkwyk — Boks, waga lekkopółśrednia

- George Estman, Bobby Fowler, Tommy Shardelow oraz Jimmy Swift — Kolarstwo, wyścig drużynowy mężczyzn na 4000 m

- Raymond Robinson oraz Tommy Shardelow — Kolarstwo, tandem – wyścig mężczyzn na 2000 m

### Brązy
- Willie Toweel — Boks, waga musza

- Leonard Leisching — Boks, waga piórkowa

- Andries Nieman — Boks, waga ciężka

- Raymond Robinson — Kolarstwo, wyścig ind. na 1000 m